# 1,2-다이브로모-3-클로로프로페인
1,2-다이브로모-3-클로로프로페인(1,2-Dibromo-3-chloropropane, dibromochloropropane)은 DBCP로 잘 알려져 있으며, 푸마존(Fumazone) 또는 네마곤(Nemagon)이라는 상표명으로 제조되었던 살선충제의 유효성분이다. 이 물질은 미국 농업에서 훈증제로 사용되었다. DBCP는 포유류 수컷의 불임을 급격히 높이는 것으로 알려져 있다. DBCP의 사람에 대한 위험성이 알려지고 난후, 미국 환경 보호국에 의해 1979년 사용 금지 되었다. 이 물질은 사용이 종료되고도 수년 동안이나 지하수에서 안정된 형태로 남아 있어 여러 가지 문제를 일으키고 있다.

## 사용
- 1977년까지 DBCP는 미국 내 40개 이상의 작물에 선충제[주해 1]로 사용되었다. 주로 상온에서 기체 형태로 살포되는 훈증제의 방식으로 사용되어, 이 물질은 과일 나무의 뿌리 해충을 공격하여 작물 생산량을 20% 높이었다.[6] 1977년과 1979년사이, 미국 환경 보호국은 하와이에서 파인애플을 재배하는 것을 제외하고 DBCP을 허가하지 않았다. 그리고 1985년 환경 보호국은 파인애플 재배에 허가했던 DBCP까지 모두 금지함으로써 DBCP를 전면 금지하였다.
- DBCP는 유기 화합물 합성에서 중간 생산물로 사용된다.

## 안정성
DBCP는 땅과 지하수에 오랜기간에 걸쳐 남아있는다. 예를 들어 1970년 캘리포니아 센트럴밸리의 터록 근방의 농경지에서 DBCP를 사용하였는데, 이후 1989년 예전에 사용한 DBCP 잔여물이 지하수에 그대로 남아있는 것이 발표되어 근방 우물을 없애버린 적이 있었다.

## 소송
DBCP를 만들던 다우 케미컬의 근로자들은 DBCP로 인해 불임 증세를 보이게 되었다. 이러한 남성 거세 효과는 토끼를 대상으로 한 동물 실험에서도 확인되었다. DBCP 공장의 한 계약직 근로자가 회사를 상대로 소송을 내었으며, 대부분의 근로자들은 회사에 남았으며 1987년 그 시설이 팔릴때까지 회사가 지원하는 의료 프로그램을 받았다. 1987년 몇몇 근로자들이 이 기록을 바탕으로 회사를 대상으로 소송을 하였지만, 이 소송은 법령에 제한된다는 이유로 기각당했다.
DBCP의 사용이 1977년 이후로 중단했으며, 그 한가운데엔 DBCP의 영향을 받은 근로자들이 있어, 다우측에선 생산시설을 멈추고 소비자들에게 이 사실을 경고하였다.
그러나, 돌 푸드 컴퍼니(Dole Food Company)는 다우 케미컬 사건에서 드러난 건강에 대한 위험을 알면서도 라틴아메리카의 바나나 플랜테이션 농업에 DBCP를 계속하여 사용하였다. 다우는 다른 거래처가 DBCP의 반입을 그만 둔 뒤에도 돌 측에 50만 갤런 이상을 배송하였다. 플랜테이션 농업에 종사하던 라틴아메리카의 노동자들은 불임에 걸린 이유가 DBCP라는 것을 알게 되자 소송을 제기하였고, 다우와 돌은 법원으로부터 600만 달러 이상의 배상금을 지급하라는 명령을 받게 되었다. 그러나, 이러한 법원의 명령에도 불구하고 두 회사는 배상금을 지급하지 않았다.
이렇게 되자 돌 푸드 컴퍼니 플랜테이션 농업에 종사하였던 라틴아메리카의 노동자들은 두 회사를 상대로 미국 법원에 소송을 제기하였다. 2007년부터 2009년 사이에 많은 소송이 벌어졌는데, 이 가운데에는 노동자들이 승소한 건도 있고 법정에서의 부정을 이유로 패소한 건도 있었다. 2007년 11월 5일 로스엔젤레스 법원은 3백20만 달러를 배상하라는 판결을 내렸다. 2010년 7월 15일의 재판에서는 "법정에서 대규모 부정 행위가 있었다"는 이유로 판결이 기각되었다. 2009년 4월 23일 로슨엔젤레스의 법원 역시 유사한 이유로 돌과 다우를 상대로 한 노동자들의 소송에 대해 변호사 니카라구아가 법정에서 부정을 저질렀다는 이유를 들어 원고인 노동자들의 패소 판정을 내렸다. 그러나, 다른 유사한 사건에 대해서는 2억 달러의 배상금 판결이 나오기도 하였다. 이런 와중에 스웨덴의 독립 영화 감독 프레드릭 게르텐은 돌 푸드 컴퍼니의 DBCP 사용 실상을 다룬 다큐멘터리 《바나나스!*》(Bananas!*)를 제작하였고, 2010년 5월 로스엔젤레스 영화제에 출품하였다. 상영 직후 돌 푸드 컴퍼니가 프레데릭 게르텐과 그의 영화사를 허위사실 유포로 고소하여 소송이 진행되었으나, 스웨덴을 비롯한 유럽 각국에서 영화가 상영되면서 돌 푸드 컴퍼니에 대한 비난 여론이 급등하자 고소를 취하하였다. 프레드릭 게르텐은 돌 푸드 컴퍼니와의 소송 과정을 다큐멘터리 《바나나 소송, 그 이후》로 제작하여 2012년 8월 서울에서 열린 EBS 국제다큐영화제에 출품하였다.
코트디부아르의 노동자들은 내국 거주 외국인의 불법 행위 처벌법을 이용하여 거세와, 반인권 범죄, 그리고 제노사이드를 이유로(Abagninin v. AMVAC Chemical Corp. No. 07-56326) DBCP를 생산한 앰바크 케미컬(Amvac Chemical), 다우 케미컬, 쉘 오일 컴퍼니에게 소송을 걸었고, 라틴아메리카에선 사용했지만, 코트디부아르에선 사용하지 않은 돌 푸드 컴퍼니에 대해서도 소송을 걸었다. 2008년 9월 미국 연방 항소 법원은 원고측이 피고인의 근로자와 국민들에 대한 피해를 끼치고자 하는 "특정한 목적"을 가지고 있다고 보이지 않는다는 판결을 내렸다.

## 주해
1. ↑  선충류를 죽이기 위해 사용되는 농약